# 45 (عدد)
45 (خمسة واربعون) هو عدد طبيعي يلي العدد 44 ويسبق العدد 46.